# Jan Ove Pedersen
Jan Ove Pedersen (* 12. November 1968 in Oslo) ist ein norwegischer Fußballtrainer und ehemaliger Spieler auf der Position eines Mittelfeldspielers.
In seiner aktiven Karriere spielte er für Lillestrøm SK, Brann Bergen in Norwegen und für Schwarz-Weiß Bregenz in Österreich, sowie als Leihspieler für Cercle Brügge und den englischen Klub Hartlepool United.

## Karriere als Spieler
Als Spieler war Pedersen ein klassischer defensiver Mittelfeldspieler, der immer wieder hervorragende Pässe nach vorne spielte. Seine Leistungen zwischen 1990 und 1994 bei Lillestrøm SK brachten ihm internationale Anerkennung. 1996 unterschrieb er bei Brann Bergen einen Vertrag, dafür wechselte im Austausch Frank Strandli zu Lillestrøm. Pedersen war ein enorm populärer Spieler, speziell bei Hartlepool United und Schwarz-Weiß Bregenz.
Er beendete seine aktive Karriere schließlich auch in Bregenz, wo er im besten Team der Vereinsgeschichte spielte, das unter anderem in den Jahren 2002 und 2004 zweimal am Intertoto Cup teilnahm.

## Karriere als Trainer
Nach dem Konkurs von SW Bregenz blieb er dem Verein als Spielertrainer treu. In den ersten beiden Saisonen des nun umbenannten SC Bregenz gelang ihm der Durchmarsch von der 5. in die 3. Österreichische Leistungsstufe. Im Jahr 2007 wurde sein Vertrag einvernehmlich aufgelöst. Von 2009 bis  2010 war er Trainer beim SV Frastanz in der 2. Landesklasse in Vorarlberg. Im Dezember 2013 übernahm er das Traineramt beim FC Hörbranz (1. Landesklasse), wechselte jedoch bereits ein Jahr später nach Lochau. Nach einem kurzen Intermezzo beim SC Röthis ist Pedersen seit 2017 wieder beim SV Lochau aktiv.

## Sonstiges
Pedersen lebt und arbeitet weiterhin in der Nähe von Bregenz, er ist verheiratet und hat drei Kinder.